# Scheggia e Pascelupo
Scheggia e Pascelupo és un comune (municipi) de la província de Perusa, a la regió italiana d'Úmbria, situat uns 40 km al nord-est de Perusa, amb una població de 1.349 habitants l'1 de gener de 2018.
La seu de l'ajuntament es troba al poble de Scheggia, just a sota del coll de Scheggia, a la ruta SS / SR 3, seguint l'antiga Via Flamínia.

## Història
El lloc era una colònia romana de la Via Flamínia, amb un temple de Júpiter del qual no s'han trobat restes. A l'edat mitjana era possessió de Perusa i després de Montefeltro, fins que va passar a formar part dels Estats Pontificis.
El municipi de Pascelupo, autònom fins a 1878, es va fusionar amb el de Scheggia per formar el municipi actual.
Scheggia e Pascelupo, situat a prop de la regió de Marche, limita amb els municipis de Cantiano, Costacciaro, Frontone, Gubbio, Sassoferrato i Serra Sant'Abbondio.